# Gmina Lincoln (hrabstwo Cerro Gordo)

Położenie Gminy Lincoln w hrabstwie Cerro Gordo

Gmina Lincoln (ang. Lincoln Township) – gmina w USA, w stanie Iowa, w hrabstwie Cerro Gordo. Według danych z 2000 roku gmina miała 277 mieszkańców, a jej powierzchnia wynosi 91,71 km².